# Éva Asderáki
Éva Asderáki, en grec moderne : Εύα Ασδεράκη, nom d'épouse : Éva Asderáki-Moore, née le 27 janvier 1982, est une arbitre de tennis grecque,  qui arbitre des matchs de tennis internationaux depuis 2001. Elle a arbitré les quatre tournois du Grand Chelem et, en 2015, elle est devenue la première femme à arbitrer une finale masculine de l'US Open. 

## Biographie

### Vie personnelle
Éva Asderáki est née le 27 janvier 1982 à Chalcis, en Grèce,. Dès son plus jeune âge, elle commence à jouer au tennis. Elle s'est déjà classée septième meilleure joueuse de tennis de moins de 16 ans en Grèce.
Éva Asderáki a vécu en Angleterre et vit désormais en Australie avec son mari Paul Moore. Le couple se marie en 2012 à Londres  et a son premier enfant en juillet 2018.

### Carrière
Éva Asderáki est titulaire d'une accréditation d'or de la Fédération internationale de tennis (FIT),. Elle commence comme juge de ligne dans son club de tennis local en 1997 et obtient son premier badge d'arbitrage FIT à Thessalonique en 2000,. De 2000 à 2008, elle étudie l'arbitrage au Luxembourg. Elle est, en 2021,  la seule arbitre internationale grecque de tennis.
Le premier événement professionnel d'Éva Asderáki a lieu à Athènes, en 2000. L'événement est doté d'un prix équivalent à environ 10 000 € pour le vainqueur,.  
Elle commence à arbitrer au niveau international en 2001 et son premier événement international a lieu en Israël. Éva Asderáki arbitre les Jeux olympiques d'été de 2004, à Athènes, en Grèce. En 2007, elle commence à arbitrer régulièrement des événements du circuit WTA.
En 2011, Éva Asderáki arbitre les épreuves de simple féminin à Wimbledon et à l'US Open. Lors de la finale de l'US Open, elle a un désaccord verbal avec Serena Williams, après avoir annulé un point car Williams avait crié pendant l'échange,,. Williams déclare par la suite qu'Éva Asderáki est « moche à l'intérieur », bien que Williams ait affirmé par la suite qu'elle a confondu Asderáki avec un autre arbitre avec lequel elle n'a pas été d'accord à une autre occasion.
En 2013, Éva Asderáki arbitre la finale du simple féminin à Wimbledon. En 2015, elle devient la première femme à arbitrer une finale de l'US Open de tennis masculin lorsqu'elle arbitre la finale entre Novak Djokovic et Roger Federer,.
Sa performance d'arbitre est jugée si bonne qu'elle est plus populaire que Djokovic et Federer sur les médias sociaux après la finale, et Éva Asderáki considère que c'est le point culminant de sa carrière. En 2016, elle arbitre l'Open d'Australie, son grand chelem national, pour la première fois. Elle arbitre la Fed Cup 2018 alors qu'elle est enceinte. Elle arbitre le tournoi de Wimbledon, notamment la demi-finale du simple messieurs entre Novak Djokovic et Roberto Bautista-Agut. Elle arbitre un match de l'US Open 2019 entre Federer et Damir Džumhur, au cours duquel Džumhur est critiqué pour avoir crié sur Éva Asderáki.  En 2020, elle arbitre la finale du simple féminin de l'Open d'Australie entre Sofia Kenin et Garbiñe Muguruza.
Le dimanche 8 juin 2025, elle arbitre la finale du simple messieurs des Internationaux de France à Roland Garros.